# Xi (携帯電話)
Xi（クロッシィ）は、NTTドコモが提供するLTEを使用した携帯電話・タブレット・データ通信向け通信サービスのブランド名称。「docomo LTE Xi」（ドコモ エルティーイー クロッシィ）と称される場合もある。
2010年（平成22年）12月24日よりサービス開始。2014年のキャッチコピーは「Strong.」。

## 概要
通信規格には3.9Gに属する技術であるLTE（Long Term Evolution・FDD-LTE）が採用されている（かつてドコモはこの技術を「Super 3G」と称していた）。
ドコモの高速通信サービスの流れにおいては、mova（2G）、FOMA（3G）、FOMAハイスピード（3.5G）の流れを汲む、次世代の通信規格となる。また、3.9Gへの対応により4G（LTE-Advanced(LTE-A)）への移行をスムーズに行う目的も持つ。
このサービスは当初、下り最大37.5Mbps（5MHz幅×2）または最大75Mbps（10MHz幅×2、一部屋内のみ）の速度により提供を開始した。ただし、帯域幅表記は誤り訂正符号を含んでおり、これを除外すると31.25Mbpsと62.5Mbpsである。FOMAハイスピード（14Mbps）の約2.7倍の通信速度が得られ、ADSL並の速度になり、宅内での有線ブロードバンド通信との速度差がほぼなくなるとされる。
現在は、屋外も10MHz幅×2以上に移行しており、2012年11月16日からは順次新800MHz帯（当初5MHz幅×2、徐々に10MHz幅×2）、1.5GHz帯（東名阪5MHz幅×2および東名阪以外15MHz幅×2）によるサービスを開始し、東名阪以外のエリアで下り最大112.5Mbpsの通信速度に対応した。なお、カテゴリー3端末を使用した場合は下り最大100Mbpsとなる。その後、2014年4月1日より東名阪エリアでも1.5GHz帯（15MHz幅×2）によるサービスを開始した。
さらに2013年10月17日からは、FOMAで使われていた東名阪バンド1.7GHz帯の20MHz幅×2をXiへ転換することで、東名阪エリアで国内最速となる下り最大150Mbpsの通信に対応した。なお、iPhone 5s/5c などのカテゴリー3端末を使用した場合は下り最大100Mbpsとなる。
また、総務省が東名阪エリア限定の解除を行うことで、全国エリアでの展開も検討されている。
なお、サービス開始当初はXiデータ通信中に音声着信するとCSFB(Fallback)方式によりデータ通信も3Gに切替わっていたが、2014年6月より順次Xiのネットワーク上で音声通信もできるVoLTE（ドコモ呼称「ボルテ」、Voice over LTE）に対応し、高速データ通信を継続したまま同時に音声通話が利用可能となり、なおかつFOMA（3G）と比べて2～3倍の音声ユーザを収容可能となった。なお、2014年夏モデル時点では一部端末のみ対応かつソフトウェア更新が必要だった。
パケットのレイテンシ（遅延）はLTEを利用しているため小さく、FOMAハイスピードやUQ WiMAXの半分程度である。
2012年10月12日からは、Xiのロゴマークの前に「docomo LTE」のロゴマークをつけて「docomo LTE Xi」に、テレビCMでも「ドコモのLTE、Xi」とアナウンスするなど、サービス名称のXiよりもLTEの方を前面に出したプロモーション活動を行なっている。また、最近では供給メーカー側のテレビCMでも最後に「docomo LTE Xi」とコールされている。ただし、他キャリアのような「4G」の名称は、LTE-Aサービス「PREMIUM 4G」の登場まで使われていない。

## 展開
2010年12月のサービス開始に合わせ、LGエレクトロニクスからUSBスティック型のデータ通信カード、L-02Cが発売されるほか、富士通からも追ってExpressCard型端末F-06Cが発売された。2011年夏にはXi対応のモバイルWiFiルーターを、2011年秋にはタブレットを、2011年冬にはスマートフォン（音声通話サービスとのデュアル端末）も発売した。
2.1GHz帯（初期は主に5MHz幅×2、徐々に10MHz幅×2）のみでサービスを開始したが、2012年11月からは、ビル陰や山間部に電波が届きやすい新800MHz帯（初期は主に5MHz幅×2、徐々に10MHz幅×2）および1.5GHz帯（東名阪5MHz幅×2、東名阪以外15MHz幅×2）でのサービスを順次開始した（2012年のXi冬モデル以降、端末については iPhone などの一部を除いて1.5GHz帯はすべて対応。ただし、UE Category 3であるため、下り最大100Mbpsとなる。UE Category 4の端末であれば、本来の下り最大112.5Mbpsに対応する。新800MHz帯は、2012年冬モデル時点では一部端末のみ対応）。2014年4月1日からは、東名阪エリアにおいても1.5GHz帯（15MHz幅×2）でのサービスを開始した。
さらに2013年9月からは、東名阪エリアにおいて東名阪バンド1.7GHz帯（20MHz幅×2）でのサービスを順次開始した。2015年1月からは700MHz帯（10MHz幅×2）によるサービスも開始する予定である。
人口カバー率は、2014年4月現在、以下を目標としている。2014年3月末までは実績値。
- 2011年3月末 - 8% （約1,100局）。エリアは東京23区（概ね山手線の内側、羽田空港など）、愛知県（名古屋市中心部と中部国際空港）、大阪府（大阪市中心部と関西国際空港、大阪国際空港）、千葉県（成田国際空港）、神奈川県（横須賀市の一部）[2]。
- 2011年7月1日 - 札幌市、仙台市、金沢市、高松市、広島市、福岡市で開始。東京都は23区全域に広がる。
- 2012年3月末 - 30%（約7,000局、全国政令指定都市人口カバー率100%達成）[10]。
- 2013年3月末 - 75%（約2万4,400局）。75Mbps（2.1GHz、10MHz幅×2）は約6,800局（政令指定都市と県庁所在地）、東名阪以外で112.5Mbps（1.5GHz、15MHz幅×2）も開始。
- 2014年3月末 - 97.5%（約5万5,300局）。東名阪で150Mbps（1.7GHz、20MHz幅×2）開始、75Mbps以上（10MHz幅×2以上）は約4万局。
- 2015年3月末 - 100%（約9万7,400局）。VoLTE・225Mbps（CA技術による30MHz幅×2）開始、100Mbps以上（15MHz幅×2以上）は約5万7,700局。

かつてFOMA展開初期のエリアの狭さでの不評を買ったことへの反省から、サービス開始当初はXiとFOMAのデュアルモード端末での展開となり、Xiエリア外では自動的にFOMAハイスピード(下り14Mbps、上り5.7Mbps)、FOMAハイスピードのエリア外はW-CDMA（上下384kbps）での通信となる。
国際ローミングにも対応するが、LTE国際ローミングは iPhone および2013年冬モデル以降のWORLD WINGクラス「クラス5」機種のみ対応。3G（W-CDMA）や2G（GSM, GPRS）での国際ローミングにも対応している。

## 料金
料金プランはサービス開始当初2種類が用意されたが、Xiサービスエリアの問題を考慮し、2012年9月末まではキャンペーン期間として割引料金が提供された。その後同業他社との競争などもあって変遷を繰り返してきた。
消費税額は実際の支払では円単位で四捨五入。以下消費税額が複数あるのは消費税法に基づく適用税率の変更による。

### カケホーダイ&パケあえる
Xi対応スマートフォンの比率が上がったこと、VoLTEサービスを開始することなどを踏まえ、NTTドコモは2014年、新しい料金体系を導入することを発表した。5月15日から申し込みを受け付け、6月1日から適用する。
また、同年9月以降は旧プランから変更の場合もこのプランへの変更のみとなった。
パケットプランもパケットパックとして刷新され、容量が小刻みに設定されるようになった。また、家族でシェアできるプランも導入された。

#### 基本料金
下段の（）は2年契約時及び2年契約満了後の3年目以降の価格。当初の2年契約中及び3年目以降も2年契約を継続した場合は、所定月以外の解約には、税抜9,500円の解約金がかかる。
| 対象デバイス                | プラン種類                                | 月額料金            | 月額料金                                  | 備考                                                  |
| 対象デバイス                | プラン種類                                | 本体                | 消費税額                                  | 備考                                                  |
| --------------------------- | ----------------------------------------- | ------------------- | ----------------------------------------- | ----------------------------------------------------- |
| スマートフォン ・タブレット | カケホーダイプラン （スマホ／タブ）       | 4,200円 （2,700円） | 336円→引き上げ予定 （216円→引き上げ予定） |                                                       |
| スマートフォン ・タブレット | カケホーダイライトプラン （スマホ／タブ） | 3,200円 （1,700円） | 256円→引き上げ予定 （136円→引き上げ予定） | 5分以内の通話が無料。 パケットパックの契約が必要。    |
| スマートフォン ・タブレット | シンプルプラン （スマホ）                 | 2,480円 （980円）   | 198円→引き上げ予定 （78円→引き上げ予定）  | 通話料金従量制。 パケットパックの契約が必要           |
| スマートフォン ・タブレット | データプラン （スマホ／タブ）             | 3,200円 （1,700円） | 256円→引き上げ予定 （136円→引き上げ予定） | データ通信専用（通話不可） パケットパックの契約が必要 |
| データカード ・ルーター     | データプラン （ルーター）                 | 2,700円 （1,200円） | 216円→引き上げ予定 （96円→引き上げ予定）  |                                                       |
| フィーチャーフォン          | カケホーダイプラン （ケータイ）           | 3,700円 （2,200円） | 296円→引き上げ予定 （176円→引き上げ予定） |                                                       |
| フィーチャーフォン          | カケホーダイプランライト （ケータイ）     | 2,700円 （1,200円） | 216円→引き上げ予定 （96円→引き上げ予定）  | 5分以内の通話が無料                                   |
| フォトパネル ゲーム機       | デバイスプラス500                         | 1,000円 （500円）   | 80円→引き上げ予定 （40円→引き上げ予定）   |                                                       |
| フォトパネル ゲーム機       | デバイスプラス300                         | 300円               | 24円→引き上げ予定                         | 2年契約による値引きなし                               |

- 契約プランより高い料金を要する機種で使用すると、当該月は「指定外デバイス利用料」として契約プランとの差額が発生する。
- フィーチャーフォン向けのプランはspモードケータイ向けのプラン。FOMA（3G）の場合はカケホーダイプラン（ケータイ）のみ。

### 携帯電話・旧料金プラン
Xi料金プランはXi(LTE)端末だけではなく3G(FOMA)端末にも適用可能である。外部機器のデータ接続（テザリング）使用でもフラット定額料金の割り増しは行われない。Xi 対応のタブレット端末の発売とともにフラット型と2段階型の定額プランの提供が発表された。
2014年8月いっぱいで新規受付を終了した。現在は新規の利用申し込みができず、利用申し込み終了までに申し込みをした場合に限り利用できる。なお、2014年9月以降は旧料金プランを維持したまま端末増設をする場合には、月々サポートが適用されない。
プラン名に「にねん」とあるものは2年毎に契約を更新するもので、所定月以外の解約には解約金がかかる。なお、旧プランは「ずっとドコモ割コース」「フリーコース」の選択対象にならない。

#### 基本料金
| プラン種類       | 月額料金 | 月額料金   | 30秒あたり料金 | 30秒あたり料金 | 備考                           |
| プラン種類       | 本体     | 消費税額   | 本体           | 消費税額       | 備考                           |
| ---------------- | -------- | ---------- | -------------- | -------------- | ------------------------------ |
| タイプXi にねん★ | 743円    | 37円→59円  | 20円           | 1円→1円60銭    | キャリア間無料通話・メール無し |
| タイプXi★        | 1,486円  | 74円→119円 | 20円           | 1円→1円60銭    | キャリア間無料通話・メール無し |

| 種別                  | 料金    | 料金               | 備考                           |
| 種別                  | 本体    | 消費税額           | 備考                           |
| --------------------- | ------- | ------------------ | ------------------------------ |
| spモード契約料金      | 300円   | 15円→24円          | パケット通信利用の場合契約必須 |
| 1kBあたり料金         | 0円60銭 | 0円03銭→0円04銭8厘 | 従量課金                       |
| 128kbps通信解除手数料 | 2,500円 | 125円→200円        | 2GB単位で課金                  |

パケット通信に於いてはテザリングなどの規制無し。

#### 割引サービス
| プラン種類        | 月額料金 | 月額料金  | 備考                                                   |
| プラン種類        | 本体     | 消費税額  | 備考                                                   |
| ----------------- | -------- | --------- | ------------------------------------------------------ |
| Xiカケ・ホーダイ★ | 667円    | 33円→53円 | Xi端末からドコモへの国内通話(FOMAまたはXi)が24時間無料 |

| プラン種類                 | 月額料金                                    | 月額料金                                | 従量分料金 | 従量分料金 | 備考                               |
| プラン種類                 | 本体                                        | 消費税額                                | 本体       | 消費税額   | 備考                               |
| -------------------------- | ------------------------------------------- | --------------------------------------- | ---------- | ---------- | ---------------------------------- |
| Xiパケ・ホーダイ フラット★ | 4,200円                                     | 210円                                   | ‐          | ‐          | 完全定額制                         |
| Xiパケ・ホーダイ ダブル★   | 2,000円（5MB以下） 〜4,700円（11.75MB以上） | 100円（5MB以下） 〜235円（11.75MB以上） | 0円40銭    | 0円02銭    | 月あたり従量課金対象は5MB〜11.75MB |

| プラン種類                 | 月額料金                                 | 月額料金                             | 従量分料金 | 従量分料金 | 備考                            |
| プラン種類                 | 本体                                     | 消費税額                             | 本体       | 消費税額   | 備考                            |
| -------------------------- | ---------------------------------------- | ------------------------------------ | ---------- | ---------- | ------------------------------- |
| Xiパケ・ホーダイ フラット★ | 4,700円                                  | 235円                                | ‐          | ‐          | 完全定額制                      |
| Xiパケ・ホーダイ ダブル★   | 2,000円（5MB以下） 〜5,200円（13MB以上） | 100円（5MB以下） 〜260円（13MB以上） | 0円40銭    | 0円02銭    | 月あたり従量課金対象は5MB〜13MB |

2012年10月に料金体系が大きく見直された。
| プラン種類                                                         | 月額料金                                   | 月額料金                                           | 速度制限発動データ量 | 従量分料金 | 従量分料金         | 備考                              |
| プラン種類                                                         | 本体                                       | 消費税額                                           | 速度制限発動データ量 | 本体       | 消費税額           | 備考                              |
| ------------------------------------------------------------------ | ------------------------------------------ | -------------------------------------------------- | -------------------- | ---------- | ------------------ | --------------------------------- |
| Xiパケ・ホーダイ フラット★                                         | 5,700円                                    | 285円→456円                                        | 7GB                  | ‐          | ‐                  | 定額制                            |
| Xiパケ・ホーダイ for iPhone★ （iPhone 5s/5c 向け）                 | 5,200円                                    | 260円→416円                                        | 7GB                  | ‐          | ‐                  | 定額制                            |
| Xiパケ・ホーダイ ライト★                                           | 4,700円                                    | 235円→376円                                        | 3GB                  | ‐          | ‐                  | 定額制                            |
| Xiパケ・ホーダイ for ジュニア★ （スマートフォン for ジュニア向け） | 2,838円                                    | 142円→227円                                        | 500MB                | ‐          | ‐                  | 定額制                            |
| Xiらくらくパケ・ホーダイ★ （らくらくスマートフォン2 向け）         | 2,838円                                    | 142円→227円                                        | 500MB                | ‐          | ‐                  | 定額制                            |
| Xiパケ・ホーダイ for ビジネス★ （ビジネススマートフォン 向け）     | 2,838円                                    | 142円→227円                                        | 500MB                | ‐          | ‐                  | 定額制                            |
| Xiパケ・ホーダイ ダブル★                                           | 2,000円（5MB以下） 〜6,200円（15.5MB以上） | 100円→160円（5MB以下） 〜310円→496円（15.5MB以上） | 7GB                  | 0円40銭    | 0円02銭→0円03銭2厘 | 月あたり従量課金対象は5MB〜15.5MB |

### データプラン・旧料金プラン
タブレットやデータ通信端末（ルーターなど）向けのプランであるが、通話対応の機種でデータプランを契約することも可能であった。
下記料金に加えて、mopera Uなどプロバイダとの契約が必要。料金プラン「Xiデータプラン にねん」及び「Xiデータプラン」は、月々サポートに対応していない。
| プラン種類                      | 対象機種                                | 月額料金                                       | 月額料金                                   | 従量分料金 | 従量分料金    | 備考                                    |
| プラン種類                      | 対象機種                                | 本体                                           | 消費税額                                   | 本体       | 消費税額      | 備考                                    |
| ------------------------------- | --------------------------------------- | ---------------------------------------------- | ------------------------------------------ | ---------- | ------------- | --------------------------------------- |
| Xiデータプラン フラット にねん★ | タブレット                              | 4,200円                                        | 210円                                      | ‐          | ‐             | 完全定額制                              |
| Xiデータプラン フラット★        | タブレット                              | 5,600円                                        | 280円                                      | ‐          | ‐             | 完全定額制                              |
| Xiデータプラン2 にねん★         | タブレット                              | 2,381円（9.524MB以下） 〜4,700円（18.8MB超）   | 119円（9.524MB以下） 〜235円（18.8MB超）   | 0円25銭    | 0円01銭2厘5毛 | 月あたり従量課金対象は9.524MB〜18.8MB   |
| Xiデータプラン2★                | タブレット                              | 3,781円（9.524MB以下） 〜6,100円（18.8MB超）   | 189円（9.524MB以下） 〜305円（18.8MB超）   | 0円25銭    | 0円01銭2厘5毛 | 月あたり従量課金対象は9.524MB〜18.8MB   |
| Xiデータプラン にねん★          | データ通信専用機種 （タブレットを除く） | 952円（3,177KB以下） 〜4,700円（15,667KB超）   | 48円（3,177KB以下） 〜235円（15,667KB超）  | 0円30銭    | 0円01銭5厘    | 月あたり従量課金対象は3,177KB〜15,667KB |
| Xiデータプラン★                 | データ通信専用機種 （タブレットを除く） | 2,352円（3,177KB以下） 〜6,100円（15,667KB超） | 118円（3,177KB以下） 〜305円（15,667KB超） | 0円30銭    | 0円01銭5厘    | 月あたり従量課金対象は3,177KB〜15,667KB |

| プラン種類                      | 対象機種                                | 月額料金                                       | 月額料金                                   | 従量分料金 | 従量分料金    | 備考                                    |
| プラン種類                      | 対象機種                                | 本体                                           | 消費税額                                   | 本体       | 消費税額      | 備考                                    |
| ------------------------------- | --------------------------------------- | ---------------------------------------------- | ------------------------------------------ | ---------- | ------------- | --------------------------------------- |
| Xiデータプラン フラット にねん★ | タブレット                              | 4,700円                                        | 235円                                      | ‐          | ‐             | 完全定額制                              |
| Xiデータプラン フラット★        | タブレット                              | 6,100円                                        | 305円                                      | ‐          | ‐             | 完全定額制                              |
| Xiデータプラン2 にねん★         | タブレット                              | 2,381円（9.524MB以下） 〜5,200円（20.8MB超）   | 119円（9.524MB以下） 〜260円（20.8MB超）   | 0円25銭    | 0円01銭2厘5毛 | 月あたり従量課金対象は9.524MB〜20.8MB   |
| Xiデータプラン2★                | タブレット                              | 3,781円（9.524MB以下） 〜6,600円（20.8MB超）   | 189円（9.524MB以下） 〜330円（20.8MB超）   | 0円25銭    | 0円01銭2厘5毛 | 月あたり従量課金対象は9.524MB〜20.8MB   |
| Xiデータプラン にねん★          | データ通信専用機種 （タブレットを除く） | 952円（3,177KB以下） 〜4,700円（17,335KB超）   | 48円（3,177KB以下） 〜235円（17,335KB超）  | 0円30銭    | 0円01銭5厘    | 月あたり従量課金対象は3,177KB〜17,335KB |
| Xiデータプラン★                 | データ通信専用機種 （タブレットを除く） | 2,352円（3,177KB以下） 〜6,100円（17,335KB超） | 118円（3,177KB以下） 〜305円（17,335KB超） | 0円30銭    | 0円01銭5厘    | 月あたり従量課金対象は3,177KB〜17,335KB |

| プラン種類                      | 月額料金                                       | 月額料金                                               | 速度制限発動データ量 | 従量分料金 | 従量分料金             | 備考                                    |
| プラン種類                      | 本体                                           | 消費税額                                               | 速度制限発動データ量 | 本体       | 消費税額               | 備考                                    |
| ------------------------------- | ---------------------------------------------- | ------------------------------------------------------ | -------------------- | ---------- | ---------------------- | --------------------------------------- |
| Xiデータプラン フラット にねん★ | 5,700円                                        | 285円→456円                                            | 7GB                  | ‐          | ‐                      | 定額制                                  |
| Xiデータプラン フラット★        | 7,100円                                        | 355円→568円                                            | 7GB                  | ‐          | ‐                      | 定額制                                  |
| Xiデータプラン ライト にねん★   | 4,700円                                        | 235円→376円                                            | 3GB                  | ‐          | ‐                      | 定額制                                  |
| Xiデータプラン ライト★          | 6,100円                                        | 305円→488円                                            | 3GB                  | ‐          | ‐                      | 定額制                                  |
| Xiデータプラン2 にねん★         | 2,352円（9.524MB以下） 〜6,200円（24.8MB超）   | 118円→188円（9.524MB以下） 〜310円→496円（24.8MB超）   | 7GB                  | 0円25銭    | 0円01銭2厘5毛 →0円02銭 | 月あたり従量課金対象は9.524MB〜24.8MB   |
| Xiデータプラン2★                | 3,781円（9.524MB以下） 〜7,600円（24.8MB超）   | 189円→302円（9.524MB以下） 〜380円→608円（24.8MB超）   | 7GB                  | 0円25銭    | 0円01銭2厘5毛 →0円02銭 | 月あたり従量課金対象は9.524MB〜24.8MB   |
| Xiデータプラン にねん★          | 952円（3,177KB以下） 〜6,200円（20,667KB超）   | 48円→76円（3,177KB以下） 〜310円→496円（20,667KB超）   | 7GB                  | 0円30銭    | 0円01銭5厘 →0円02銭4厘 | 月あたり従量課金対象は3,177KB〜20,667KB |
| Xiデータプラン★                 | 2,352円（3,177KB以下） 〜7,600円（20,667KB超） | 118円→188円（3,177KB以下） 〜380円→608円（20,667KB超） | 7GB                  | 0円30銭    | 0円01銭5厘 →0円02銭4厘 | 月あたり従量課金対象は3,177KB〜20,667KB |

- 2012年5月1日以降、「Xiデータプランフラット（『にねん』含む）」は、別回線でパケット定額プラン契約時に料金を割り引く「プラスXi割[14]」、「Xiデータプランライト（『にねん』含む）」は、単独で料金を割り引く「Xiデータプランライト割[15]」がある（2014年8月で新規受付終了。以後、契約中の回線のみ継続）。

### 転送量規制
端末種別に関係なく、同じルールで運用している。
サービス開始当初
サービス開始当初は、「また、特にご利用の多いお客様（当日を含む直近3日間のデータ通信量が約380MB以上）は、それ以外のお客様と比べて通信が遅くなることがあります。なお、一定時間内または1接続で大量のデータ通信があった場合、長時間接続した場合、一定時間内に連続で接続した場合は、その通信が中断されることがあります。」としていた。
〜2012年9月30日
「また、特にご利用の多いお客様（当日を含む直近3日間のデータ通信量が約1GB以上）は、それ以外のお客様と比べて通信が遅くなることがあります。」という表記になり、380MBから1GBに増えた。
2012年10月1日〜
完全定額制が廃止になり、無料通信分＋従量課金のモデルとなった。ただし、無料通信分上限後も、通信速度が128kbpsに制限される形で無償で利用することも可能であり、従量課金分は、申し込みの上、利用する形式。
2014年12月22日〜
直近3日間で1GB以上の通信した場合の制限が撤廃された。

## 対応端末
型番ルールはFOMA端末の2008年冬から採用されている型番ルールと同様に扱われる。

## 沿革

### サービス
2010年（平成22年）
- 12月24日 - サービス開始。東京都、愛知県名古屋市・常滑市、大阪府大阪市・豊中市・池田市・泉佐野市・泉南市、神奈川県横須賀市、千葉県成田市の一部から順次利用可能になる[17]。

2011年（平成23年）
- 6月 - 10万契約を突破。
- 7月1日 - サービスエリア拡大。北海道札幌市、宮城県仙台市、石川県金沢市、広島県広島市、香川県高松市、福岡県福岡市でも利用が可能になる[18]。そのほか、東京都下、川崎市、京都市、神戸市等でも利用可能となる[19]　[20]。
- 9月8日 - 新たなXiデータ通信専用プランを発表[21]。
- 10月18日 - 新たにXi向け音声通話定額プラン「Xiトーク24」と「Xiパケ・ホーダイ フラット」、「Xiパケ・ホーダイ ダブル」を発表[22]。
- 12月25日 - 100万契約を突破。

2012年（平成24年）
- 3月18日 - 200万契約を突破。
- 6月8日 - 300万契約を突破。
- 7月22日 - 400万契約を突破。
- 8月19日 - 500万契約を突破。
- 9月23日 - 600万契約を突破。
- 11月16日 - 新800MHz帯（5MHz幅×2、10MHz幅×2）および1.5GHz帯（東名阪5MHz幅×2、東名阪以外15MHz幅×2）によるサービス開始し、東名阪を除くエリアで下り最大100Mbpsの速度に対応。
- 11月18日 - 700万契約を突破。
- 12月16日 - 800万契約を突破。

2013年（平成25年）
- 1月9日 - 900万契約を突破。
- 2月18日 - 1000万契約を突破。
- 3月16日 - 1.5GHz帯対応 UE Category 4 端末の発売と同時に東名阪を除くエリアで下り最大112.5Mbpsの速度に対応。
- 7月30日 - 1500万契約を突破。
- 9月20日 - iPhone 5s/5c の発売と同時に東名阪エリアで1.7GHz帯（20MHz幅×2）によるサービスを開始。
- 10月17日 - 1.7GHz帯対応 UE Category 4 端末の発売と同時に東名阪エリアで国内最速となる下り最大150Mbpsの速度に対応[23]。

2014年（平成26年）
- 3月31日 - LTE方式による国際ローミング「WORLD WING」提供開始[24]。
- 4月1日 - 東名阪エリアで1.5GHz帯（15MHz幅×2）によるサービスを開始。
- 4月10日 - FOMA および Xi サービス共通の新料金プラン「カケホーダイ&パケあえる」を発表[11][25]。Xi の既存プランおよび既存プランに関連する割引サービスは2014年8月末をもって新規受付を終了。
- 6月 - 国内初となる LTE による通話サービス(VoLTE)を2014年夏モデルより順次開始[11][26]。

2015年（平成27年）
- 3月27日 - 下り最大225Mbpsの上位サービスPREMIUM 4G を開始。
- 時期未定 - 700MHz帯（10MHz幅×2）によるサービスを開始予定。

### 端末
2010年（平成22年）
- 12月24日 - L-02C発売。

2011年（平成23年）
- 4月30日 - F-06C発売。
- 6月30日 - L-09C発売。
- 10月 - GALAXY Tab 10.1 Tab LTE(SC-01D)、ARROWS Tab LTE(F-01D)発売。
- 11月 - GALAXY S II LTE(SC-03D)発売。
- 12月 - Optimus LTE(L-01D)、ARROWS X LTE(F-05D)発売。

2012年（平成24年）
- 2月 - MEDIAS LTE(N-04D)発売。
- 3月 - L-03D、BF-01D、MEDIAS TAB(N-06D)発売。当初、発売が予定されていたBF-01Cは発売中止となった。
- 4月6日 - GALAXY Note(SC-05D)発売。
- 6月 - L-04D、GALAXY S III(SC-06D)、AQUOS PHONE ZETA(SH-09D)、Optimus it(L-05D)発売。
- 7月 - MEDIAS X(N-07D)、ARROWS X(F-10D)、REGZA Phone(T-02D)発売。
- 8月 - Optimus Vu(L-06D)/L-06D JOJO、Xperia GX(SO-04D)、Xperia SX(SO-05D)、ELUGA power(P-07D)、AQUOS PHONE sv(SH-10D)発売。
- 9月 - MEDIAS TAB UL(N-08D)発売。
- 10月 - AQUOS PHONE si(SH-01E)、Optimus G(L-01E)、GALAXY Tab 7.7 Plus(SC-01E)発売。
- 11月 - Xperia AX(SO-01E)、GALAXY Note II(SC-02E)、Ascend(HW-01E)、ARROWS V(F-04E)、AQUOS PHONE ZETA(SH-02E)発売。
- 12月 - MEDIAS U(N-02E)、GALAXY S III α(SC-03E)、SH-01E Vivienne Westwood、ARROWS Tab(F-05E)、Disney mobile on docomo(N-03E)、N-02E ONE PIECE、Optimus LIFE(L-02E)、ARROWS Kiss(F-03E)発売。

2013年（平成25年）
- 1月 - L-03E、AQUOS PHONE EX(SH-04E)、ELUGA X(P-02E)発売。
- 2月 - スマートフォン for ジュニア(SH-05E)、Xperia Z(SO-02E)、ARROWS X(F-02E)発売。
- 3月 - MEDIAS X(N-04E)、HW-02E、Xperia Tablet Z(SO-03E)発売。
- 4月 - Optimus G pro(L-04E)、MEDIAS W(N-05E)発売。
- 5月 - Ascend D2(HW-03E)、Xperia A(SO-04E)、Galaxy S4(SC-04E)、AQUOS PHONE ZETA(SH-06E)発売。
- 6月 - ARROWS NX(F-06E)、ELUGA P(P-03E)、MEDIAS X(N-06E)、AQUOS PHONE si(SH-07E)、Optimus it(L-05E)発売。
- 7月 - Disney Mobile on docomo(F-07E)発売。
- 8月 - AQUOS PAD(SH-08E)、らくらくスマートフォン2(F-08E)発売。
- 9月20日 - iPhone 5s/5c 発売。
- 10月 - らくらくスマートフォン プレミアム(F-09E)、G2(L-01F)、Galaxy Note 3(SC-01F)、Xperia Z1(SO-01F)、ARROWS NX(F-01F)、Galaxy J(SC-02F)発売。
- 11月 - AQUOS PHONE ZETA(SH-01F)、ARROWS Tab(F-02F)発売。
- 12月 - Disney Mobile on docomo(F-03F)、Xperia Z1 f(SO-02F)発売。

2014年（平成26年）
- 1月 - F-04F、AQUOS PHONE EX(SH-02F)発売。
- 2月 - スマートフォン for ジュニア2(SH-03F)、Wi-Fi STATION L-02F発売。
- 3月 - Wi-Fi STATION HW-01F発売。
- 5月 - GALAXY S5(SC-03F)、Xperia Z2(SO-03F)、AQUOS ZETA(SH-04F)、L-03F、ARROWS NX(F-05F)発売。
- 6月 - iPad Air、iPad mini (第2世代)、Xperia A2(SO-04F)、AQUOS PAD(SH-06F)、Xperia Z2 Tablet(SO-05F)発売。
- 7月 - らくらくスマートフォン3(F-06F)発売。
- 9月19日 - iPhone 6、iPhone 6 Plus発売。
- 10月 - GALAXY S5 ACTIVE(SC-02G)、GALAXY Note Edge(SC-01G)、Xperia Z3(SO-01G)、iPad Air 2、iPad mini 3 発売。
- 11月 - ARROWS Tab(F-03G)、Xperia Z3 Compact(SO-02G)、AQUOS ZETA(SH-01G)、ARROWS NX(F-02G)、Disney Mobile on docomo SH-02G 発売。
- 12月 - GALAXY Tab S 8.4(SC-03G)発売。

## プロバイダ
スマートフォン、タブレットを含むデータ通信専用機種にてXiデータ通信をするには、プロバイダとの契約が必要になる。

### 対応プロバイダ
- spモード（NTTドコモ） - ドコモのスマートフォン、タブレット対応機種のみ契約ができる。
- mopera U（NTTドコモ） - ドコモ以外のSIMフリースマートフォン、タブレットやドコモ回線網での通信に対応したPC等で使用する場合は、この契約が必要

―以下は厳密には「Xi」という名のサービスではないが、NTTドコモの通信回線を利用したMVNOによるLTEを提供するプロバイダである。
- エディオンネット（エディオン）
- OCN（NTTコミュニケーションズ）
- ぷらら（NTTぷらら）
- ASAHIネット（朝日ネット）
- @T COM（TOKAIコミュニケーションズ）
- TOKAIネットワーククラブ
- BIGLOBE（ビッグローブ）
- InfoSphere（NTTPCコミュニケーションズ）
- OKBNET

## ドコモUIMカード
Xi向けのUIMカードとしてFOMAカードから数えて第4世代となる「ドコモUIMカード」が提供されている。機種によっては「ドコモminiUIMカード」が提供される。カードの色は赤となる。2013年2月25日以降、NFC決済機能に対応した端末に利用する次期カードが発行開始（発行ベンダは未発表。色は、ピンクとなる。なお、NFC搭載機種で、決済機能利用不可の端末は、赤色の04で対応可能としている）。なお、miniUIMカードの数字の末尾にはm、nanoUIMカードの数字の末尾にはnがつくなど、従来のサイズのドコモUIMカードとは区別されている。

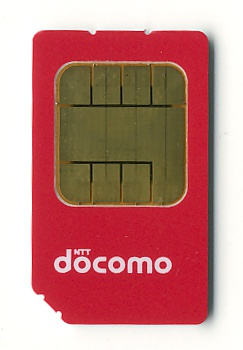
ドコモUIMカード DN04
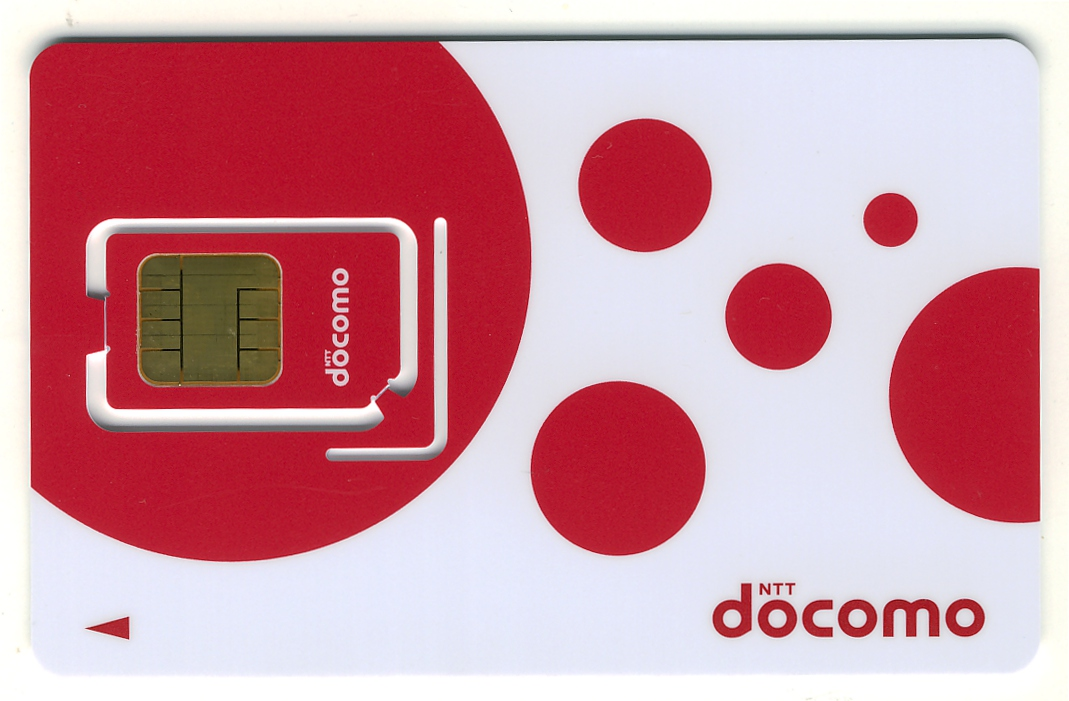
ドコモUIMカード
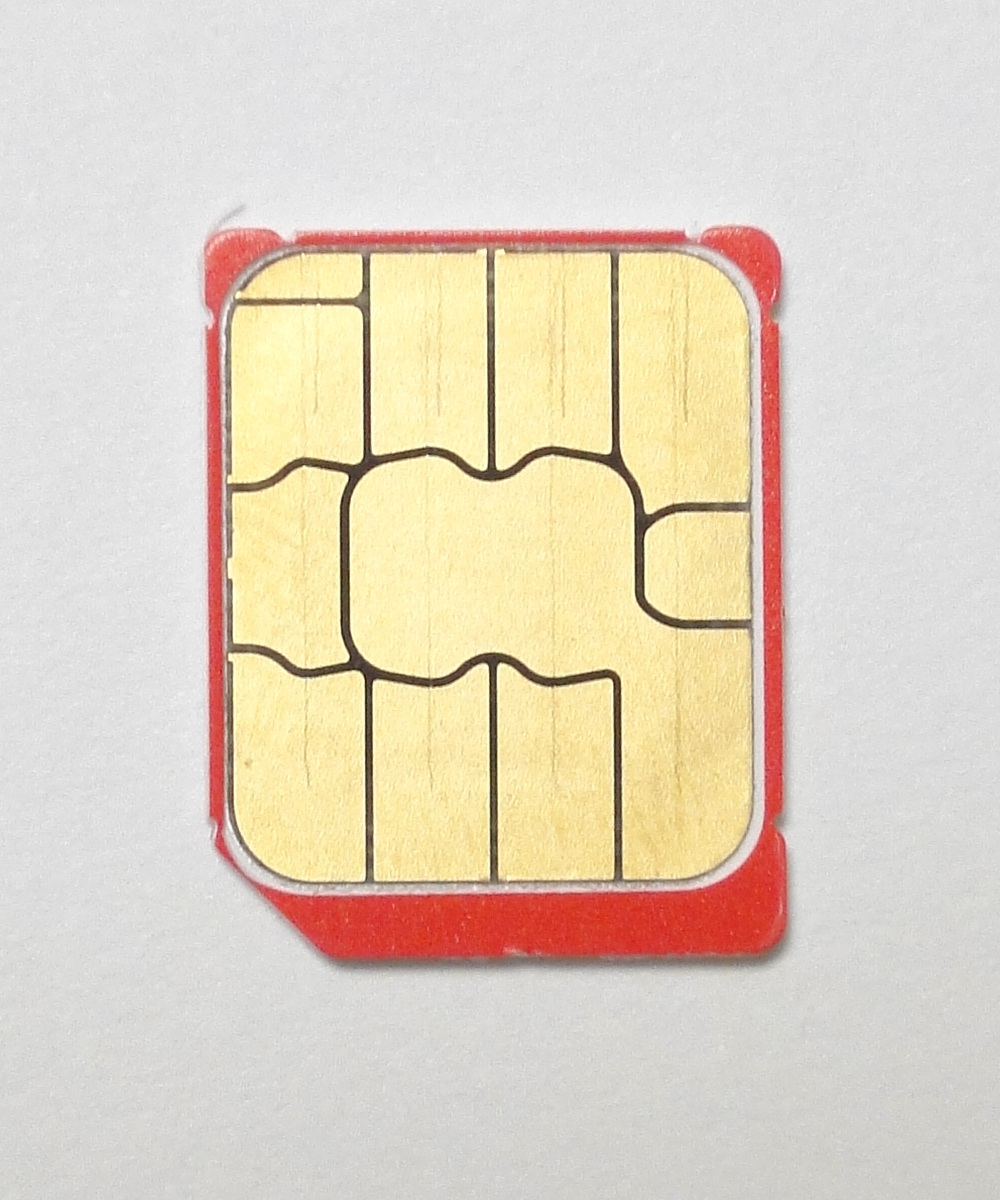
ドコモminiUIMカード AX04m
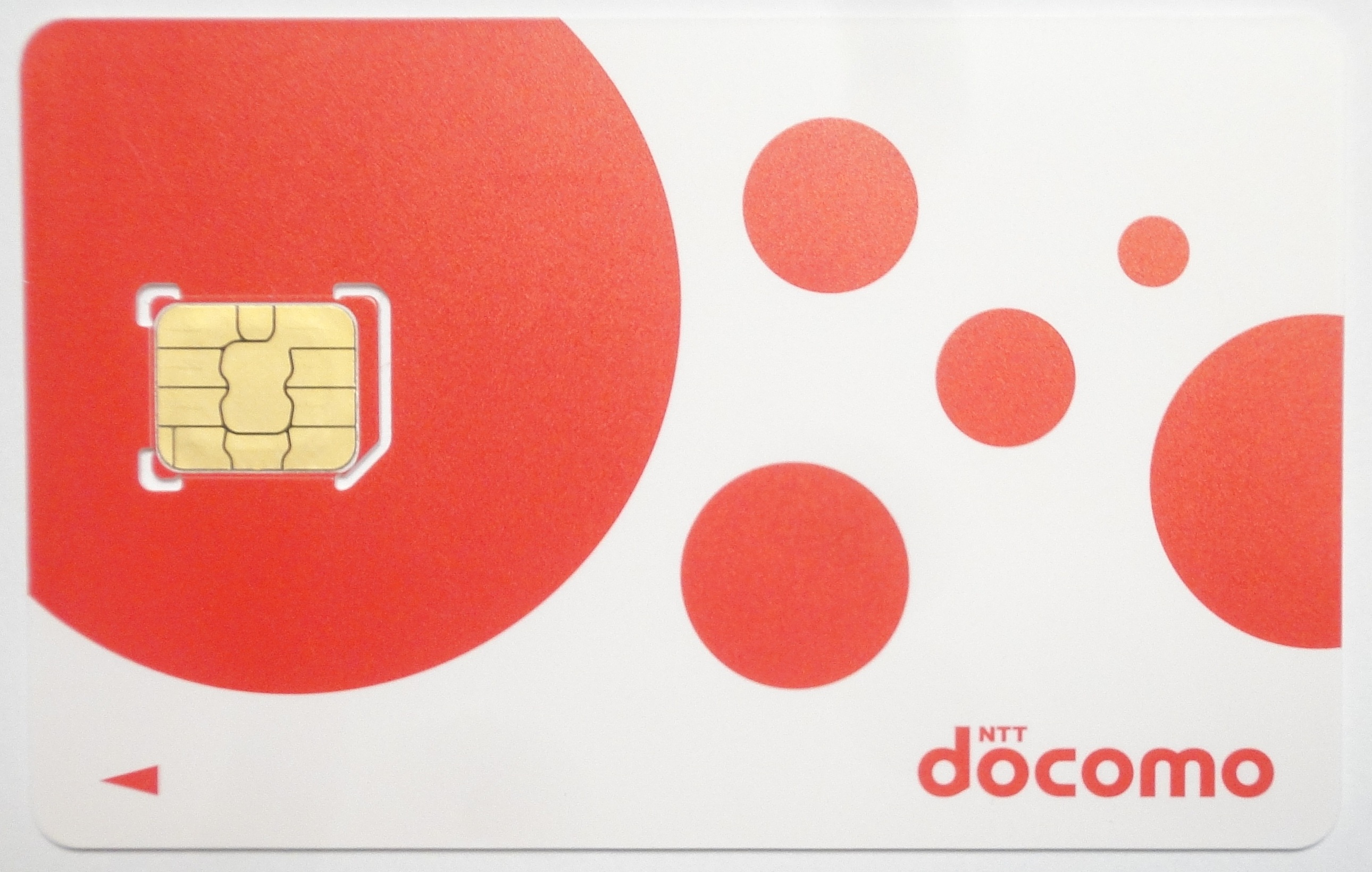
ドコモminiUIMカード
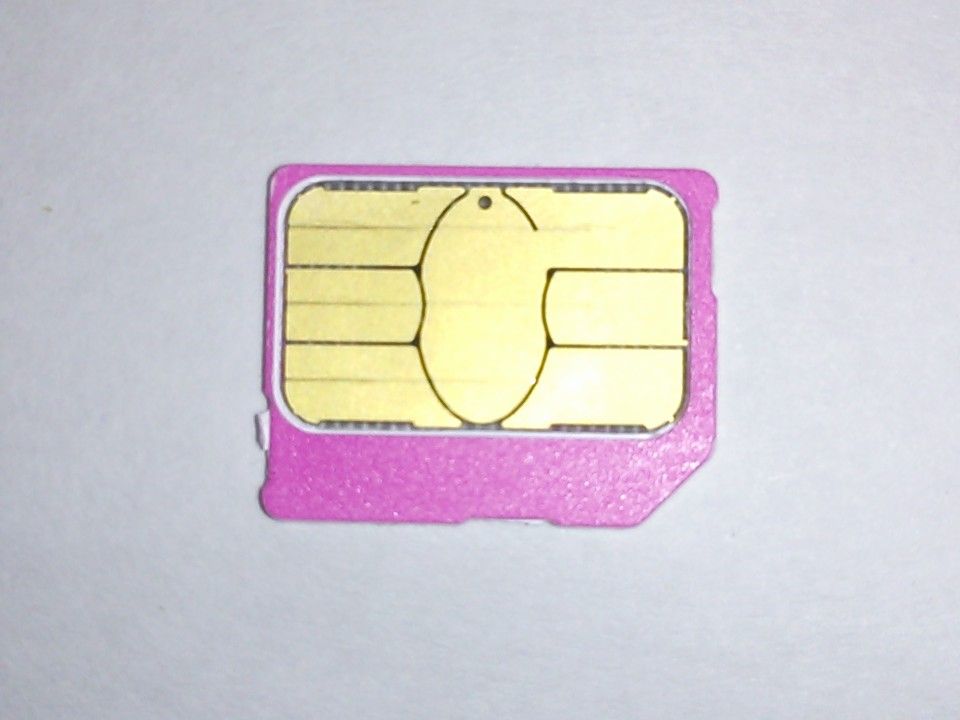
ドコモminiUIMカード ピンク
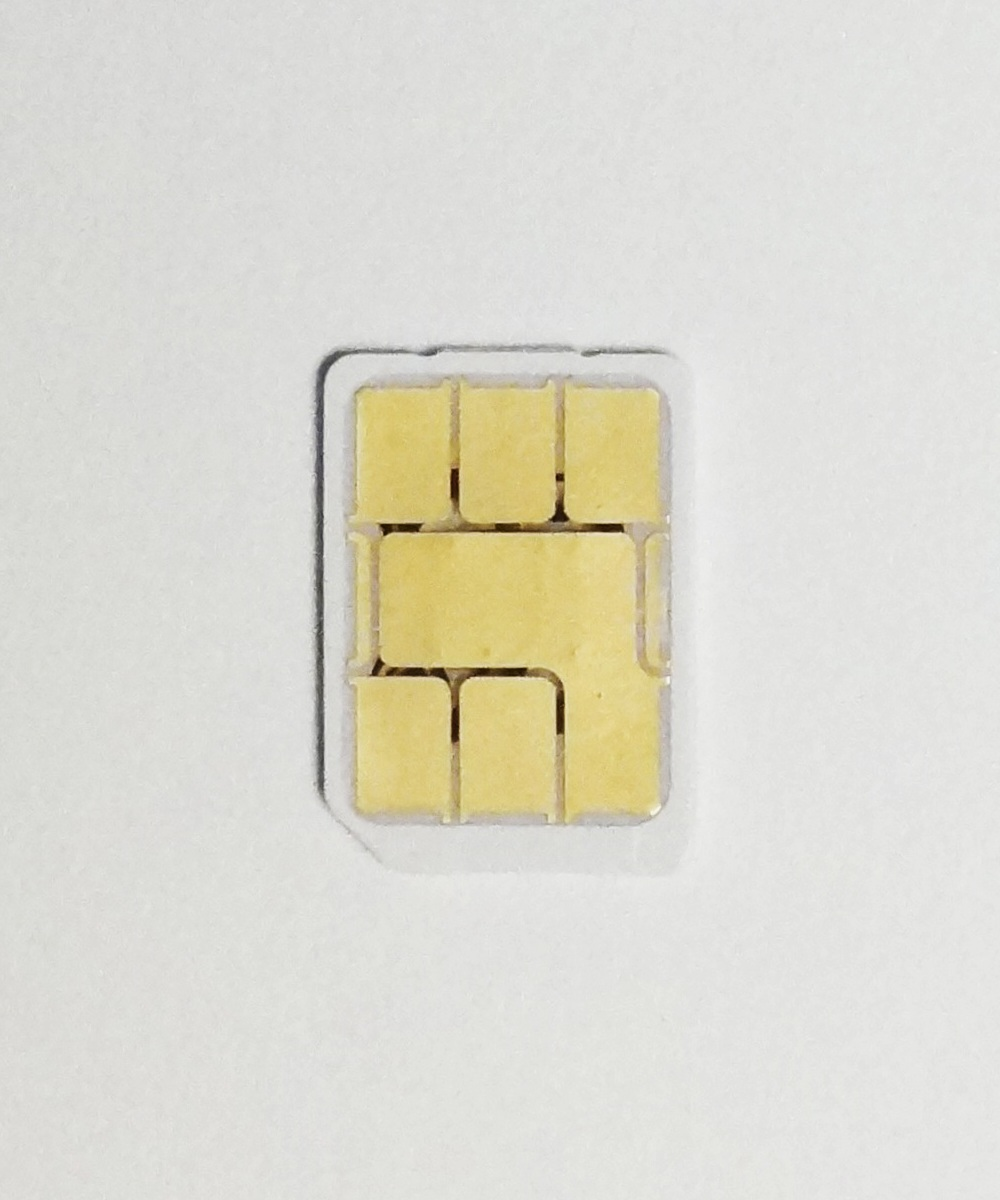
ドコモnanoUIMカード GD04n
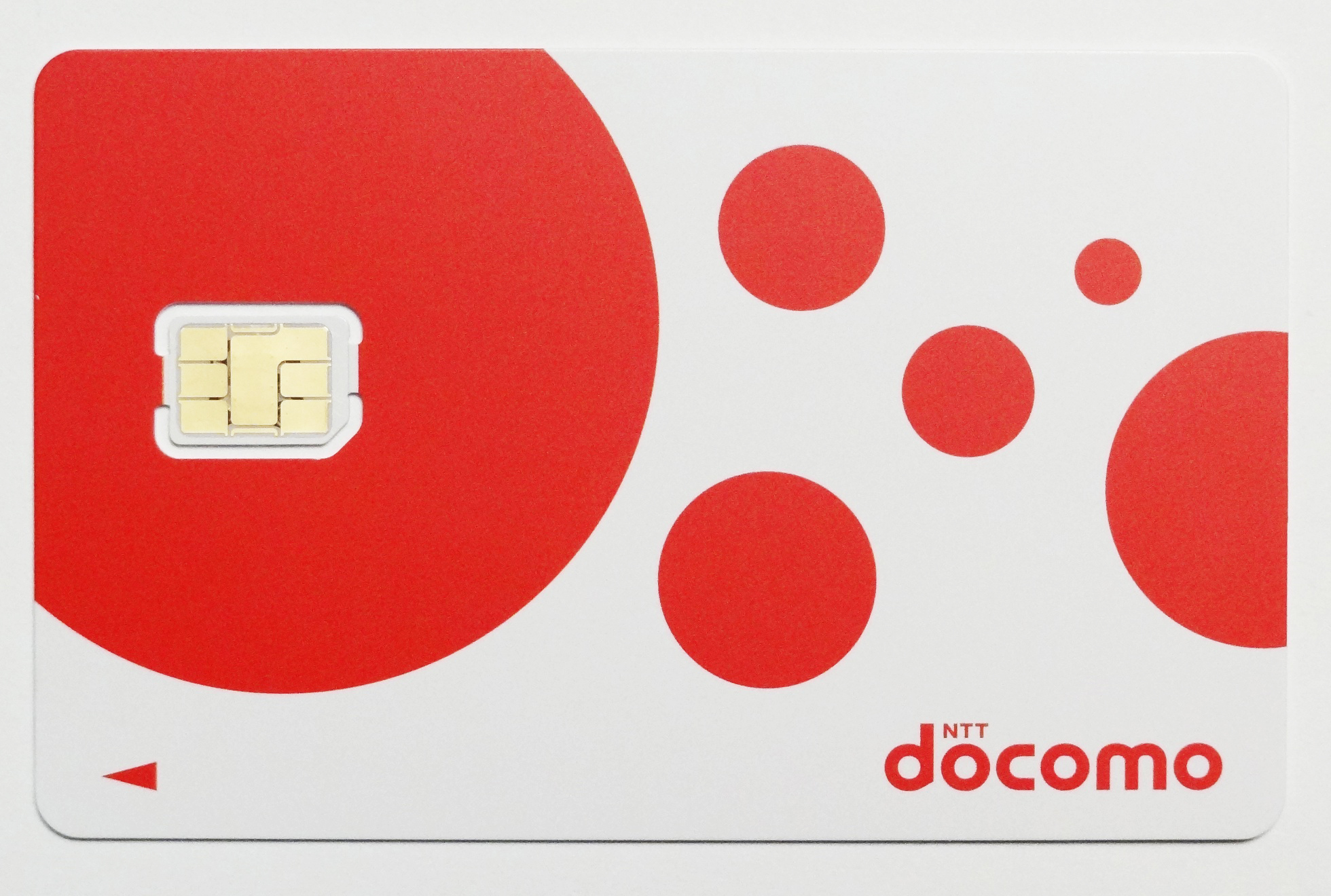
ドコモnanoUIMカード